# Kanischka I.

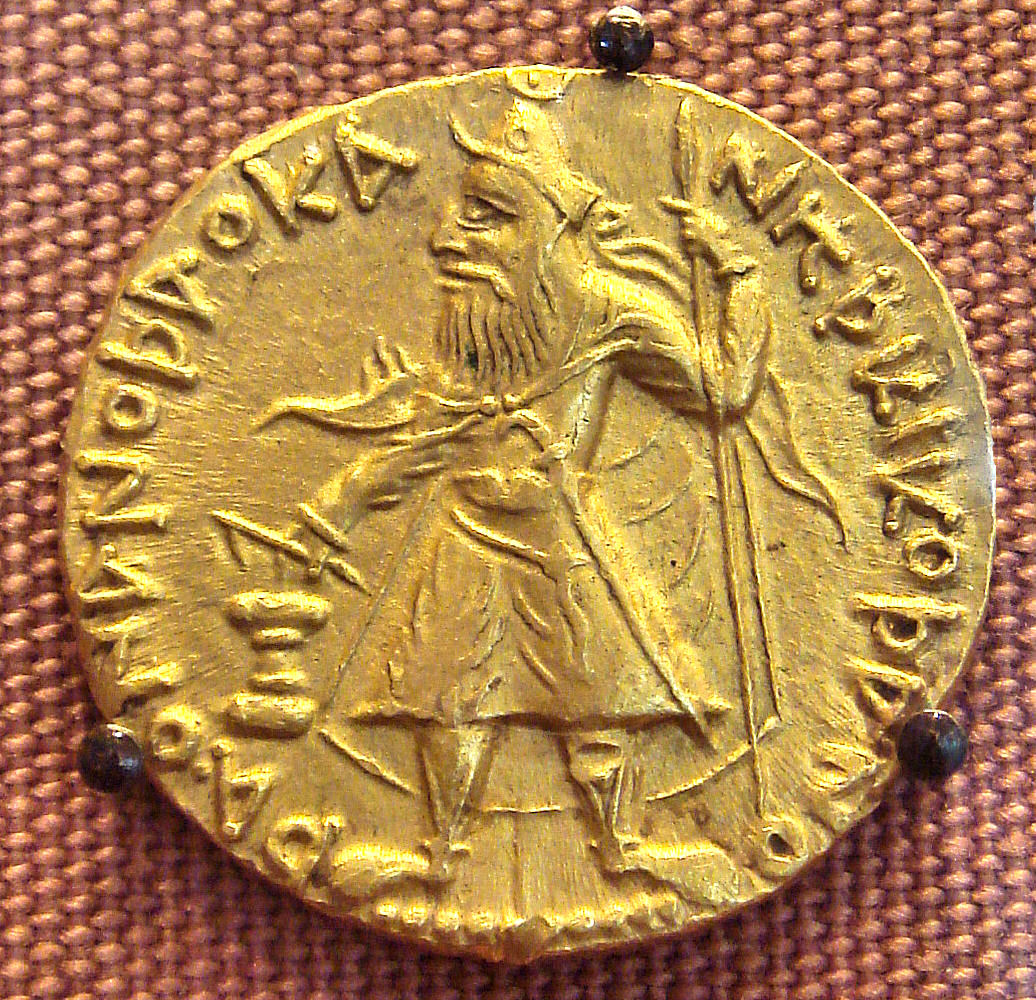
Goldmünze des Kanischka (um 150 n. Chr.)

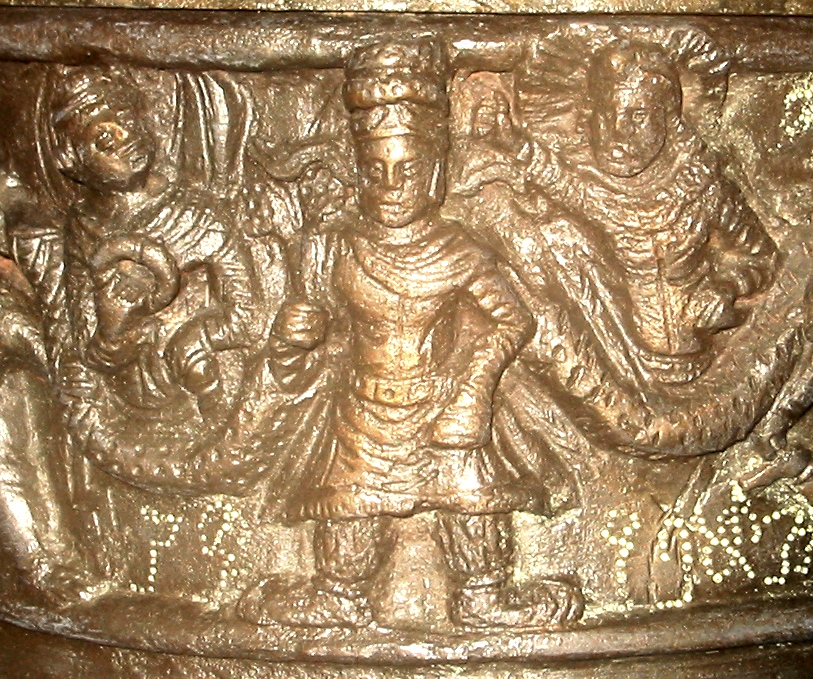
Bildnis Kanischkas auf dem Kanischka-Reliquiar

Kanischka I., kurz Kanischka (graeco-baktrisch: Κανηϸκο; englisch transkribiert Kanishka), auch Kanischka der Große, war Kaiser der Kuschan-Dynastie im 2. Jahrhundert (ca. 127–150 n. Chr.). Kanischka ist berühmt für seine militärischen, politischen und spirituellen Leistungen. Kanischka, ein Nachkomme von Kujula Kadphises, dem Gründer des Kuschan-Reiches, gelang durch seine Abstammung die Kontrolle über ein Reich in Baktrien, das sich bis nach Pataliputra in der Ganges-Ebene erstreckte. Die  Hauptstadt seines Reiches befand sich in Puruṣapura (heutiges Peschawar), eine weitere große Hauptstadt in Kapisa (nahe dem heutigen Kabul).
Seine Eroberungen und seine Schirmherrschaft über den Buddhismus spielten eine wichtige Rolle bei der Entwicklung der Seidenstraße und bei der Übertragung des Buddhismus aus seinem Reich über das Karakoram-Gebirge nach China.

## Zeitliche Einordnung
Kanischkas genaue zeitliche Einordnung ist unklar, da er und seine Nachfolger in ihren Inschriften eine Zeitrechnung verwendeten, die bisher nicht genau mit festen Daten verbunden werden kann. Seine Regierung wird daher auch später als oben angegeben eingeordnet (z. B. von Ghirshman auf 144–168 n. Chr.). Offensichtlich hat Kanischka einige Münzen des römischen Kaisers Hadrian (regierte 117–138) nachgeahmt, was für eine Zeitgenossenschaft spricht; sein Sohn Huvischka ahmte Münzen von Kaiser Hadrian (Regierungszeit 117–138) und von Hadrians Nachfolger Antoninus Pius (Regierungszeit 138–161) nach. Im Jahr 1993 wurde in Rabatak nahe Surch Kotal in Afghanistan die Rabatak-Inschrift gefunden, deren Inhalt weitere Rückschlüsse auf ihn und seine Zeit zulässt. Dies ist eine in Griechisch und Baktrisch geschriebene sogenannte Verkündungs-Inschrift, die von der Verbreitung seines Glaubens, des von ihm regierten Landes, seiner Götter und seiner Herkunft berichtet.

## Historische Bedeutung
König Kanischka aus der Kuschana-Dynastie war der bedeutendste Herrscher der Yuezhi bzw. Tocharer, welche um Christi Geburt ein Riesenreich in Baktrien und Gandhara errichteten. Unter Kanischka erreichte dieser blühende Staat im 2. Jahrhundert seinen Höhepunkt, geprägt von iranischen, indischen und hellenistischen Einflüssen und ebenso vielen Göttern.
Kanischka vergrößerte das Imperium in Richtung Turkestan und Kaschmir und expandierte in Nord-Indien bis in die Gegend um Varanasi. In Turkestan soll er die Kuschana-Oberhoheit wiederhergestellt haben: Sein Vorgänger hatte wegen einer nicht zustande gekommenen Heiratsverbindung mit den Han im Jahr 90 eine Armee gegen deren Feldherren Ban Chao († 102) geschickt, die aber nichts ausrichtete, woraufhin er sich zu Tributzahlungen entschloss. Kanischka stellte diese Tributleistungen ein.

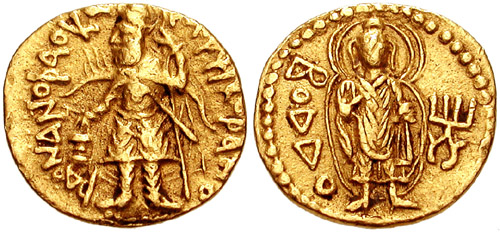
Goldmünze des Kanischka mit Bildnis des Buddha auf der Rückseite

Kanischka huldigte zwar auch griechischen, brahmanischen und zoroastrischen Gottheiten, Bedeutung erlangte er aber vor allem auch wegen des vierten großen buddhistischen Konzils, das er in Kaschmir (nach anderen Meinungen in Kuvana bei Jalandhar) abhalten ließ. Dieses Konzil gilt als Beginn des Mahayana-Buddhismus. Die Vorsitzenden waren der Theologe Vasumitra und der Dichter Ashvaghosha. Außer dem Buddhismus stand Kanischka auch dem Mithras-Kult nahe.
Von der Überlieferung wird Kanischka ein ähnliches Verhalten wie dem früheren König Ashoka (regierte ca. 268–238 v. Chr.) zugeschrieben – Grausamkeit in der Jugend und Frömmigkeit im Alter. Allerdings war Kanischka nicht ganz so friedlich und schenkungsfreudig wie Ashoka vier Jahrhunderte vor ihm. Die Legende führt sein Ende auf einen Volksaufstand wegen eines geplanten Kriegszuges zurück, er wurde im Krankenbett erstickt.

## Bauten
Bei Peschawar, das Kanischka zu seiner Hauptstadt und Winterresidenz machte, wurde der Kanischka-Stupa, ein angeblich 13-stöckiger Stupa mit einer Höhe von über 100 Metern gebaut. Die Sommerresidenz des Königs lag in Begram. Bei Surch Kotal stand ein großer Feuertempel, ein Heiligtum, das auch dem Herrscherkult gewidmet war. Die dortigen Inschriften wurden von Robert Göbl publiziert, der sich als Numismatiker vor allem mit den Münzen des Kanischka beschäftigte. Eine weitere Erwähnung seines Namens findet sich auf dem Kanischka-Reliquiar.